# Safra A. Catz
Safra A. Catz, née en 1961 à Holon, en Israël, est la présidente directrice générale d'Oracle Corporation depuis septembre 2014. En 2014 elle est classée 14e femme la plus puissante du monde par le magazine Fortune.

## Biographie

### Jeunesse et formation
Safra Catz arrive aux États-Unis à l'âge de six ans avec ses parents, qui ont survécu à la Shoah. Elle suit une scolarité réussie au sein de la Brookline High School et de la Wharton School, intégrée à l'Université de Pennsylvanie. Elle obtient également un diplôme de droit à UPenn, ce qui lui vaut d'être choisie par Larry Ellison comme sa conseillère juridique.

### Parcours professionnel
Avant de rejoindre Oracle, Safra Catz a travaillé pour la banque mondiale d'investissement Donaldson, Lufkin & Jenrette (en), où elle fut nommée directrice générale de 1997 à 1999 après y avoir occupé divers postes depuis 1986.
De 1999 à 2004 elle est nommée vice-présidente exécutive d'Oracle avant d'occuper la direction financière de 2005 à 2008.
En septembre 2014 elle est nommée présidente directrice générale d'Oracle, titre qu'elle partage avec Mark Hurd. Ils succèdent à Larry Ellison.
Comptant parmi les rares femmes ayant des responsabilités aussi élevées dans le domaine de la high-tech, elle est également avec Peter Thiel une des rares figures de ce milieu à soutenir la présidence de Donald Trump. Ce dernier lui aurait proposé le poste de directrice du renseignement national ou de représentante du commerce, mais elle aurait décliné les deux offres. Elle a cependant rejoint le comité exécutif de l'équipe de transition de Donald Trump et soutenu la nomination de Steven Mnuchin, un ancien dirigeant de Goldman Sachs, au poste de secrétaire au Trésor.